# Keep Cool
Keep Cool (有話好好說T, 有话好好说S, You hua hao hao shuoP, lett. "Se devi dire una cosa, dilla per bene") è un film del 1997, diretto da Zhang Yimou e tratto da un romanzo di Shu Ping (Evening Papers News), in concorso alla 54ª Mostra internazionale d'arte cinematografica di Venezia.

## Trama
A Pechino il giovane libraio balbuziente Zhao Xiaoshuai è ancora innamorato di An Hong, ex fidanzata che lo ha lasciato per mettersi insieme a Liu Delong, un ricco faccendiere, proprietario di un night club. Appostatosi sotto casa di lei, in uno spiazzo tra i grattacieli, il ragazzo cerca di riconquistarla, facendola chiamare alla finestra prima da un venditore ambulante che passava da lì, in cambio di cinquanta yuan, e poi attraverso un megafono da un secondo mendicante ingaggiato per la medesima cifra. Entrambi i tentativi si rivelano vani. L'indomani però, apparentemente colpita dagli sforzi dell'ex fidanzato, An Hong decide di portarlo nel suo appartamento per una sveltina; i due vengono tuttavia subito interrotti dalla voce di un nuovo uomo al megafono che, dallo stesso cortile del giorno precedente, declama poesie all'indirizzo della ragazza. Xiaoshuai scende di corsa in strada e, dopo aver scoperto che si trova lì a suo nome su incarico del secondo mendicante, tenta senza successo di fermarlo. Nel frattempo, An Hong lascia sconcertata il proprio appartamento.
Qualche tempo dopo, tra i due spasimanti della ragazza si giunge a uno scontro fisico: Xiaoshuai viene picchiato da Liu Delong e dai suoi scagnozzi, che gli intimano di non avvicinarsi mai più a lei. Si scatena una rissa e ne fa le spese il malcapitato passante Lao Zhang, il cui computer portatile nuovo di zecca finisce in frantumi; costui vuole perciò essere risarcito ma nessuno gli presta ascolto. Da questo momento, Lao Zhang si mette allora a seguire sistematicamente Xiaoshuai, standogli addosso anche quando questi riesce a ritagliarsi un nuovo momento di intimità con An Hong, in casa propria. Proprio sul più bello, infatti, l'uomo bussa con insistenza alla porta, proponendo soluzioni al suo caso. Per risolvere definitivamente il contenzioso, dopo una serie di scaricabarile, i tre uomini si danno appuntamento in un locale di karaoke; l'accordo prevede che sia il ricco Liu Delong a dover rimborsare gli altri due, che lo attendono al tavolo, discutendo intanto di religione, donne e cibo. Il ragazzo in realtà vuole però soltanto vendicarsi del rivale, e tagliargli la mano con una mannaia.
In breve gli animi si accendono. Zhang prima tenta invano di contattare al cellulare Liu, per avvertirlo del pericolo, poi capovolge un tavolo per attirare l'attenzione dei clienti del ristorante ma Xiaoshuai, rendendosi conto che l'uomo sta per rovinare il suo piano, lo fa passare agli occhi di tutti per un parente pazzo. Nel caos, il proprietario del ristorante acconsente a legarlo e imbavagliarlo al piano di sopra, dove diventa bersaglio di uno chef irato, che gli rimprovera di aver molestato (inconsapevolmente) una collega cameriera. Liu si presenta sul posto e paga Xiaoshuai in modo molto amichevole ma, prima che il ragazzo possa lanciare il suo attacco, l'altoparlante a parete sopra il tavolo crolla e lo ferisce gravemente. Piuttosto confuso dall'aver visto sfumare i propri propositi di vendetta (sebbene apparentemente il rivale abbia avuto la sua punizione), Xiaoshuai torna di sopra per liberare Zhang; tuttavia lo ritrova fuori di sé e armato di coltello all'inseguimento dello chef.
In conseguenza del suo gesto, Zhang viene arrestato e detenuto alla stazione di polizia per sette giorni. All'uscita di prigione trova ad aspettarlo un'auto, un nuovo laptop e una lettera di Xiao, che si scusa per i problemi che ha causato, promette di frenare il suo carattere violento e lo ringrazia per avergli fatto capire di avere vissuto una stupida ossessione.

## Stile
Keep Cool è molto diverso nello stile rispetto al resto dell'opera del cineasta Zhang Yimou. È infatti una commedia urbana in cui egli utilizza una colonna sonora alla moda, rock, e si tratta inoltre del secondo suo film ambientato al presente (dopo La storia di Qiu Ju) nonché primo senza la compagna Gong Li. Girato con la macchina da presa a mano, mette in primo piano il bisogno del regista di rinnovarsi e di sperimentare. L'angolazione perpetua della telecamera esprime il caos della città e la possibilità che tutto possa accadere. La storia è molto semplice, di sapore pirandelliano. Grande ironia e qualche risata.

## Censura
Originariamente annunciata per una prima mondiale al Festival di Cannes nel 1997, la pellicola ha attratto l'attenzione dei censori cinesi all'ultimo minuto, nel corso di un generale ridimensionamento del controllo cinese sulla sua industria cinematografica in seguito al rilascio del film a tema omosessuale Dong gong xi gong di Zhang Yuan. Gli stessi censori hanno inoltre chiesto a Zhang Yimou di attuare cambiamenti sostanziali nella storia del film, in particolare aggiungendo un lieto fine.

## Distribuzione

### Date di uscita
- Cina - 16 maggio 1997
- Italia - 2 settembre 1997 (Festival del cinema di Venezia) e 18 febbraio 1998
- Canada - 10 settembre 1997 (Toronto International Film Festival)
- Stati Uniti - ottobre 1997 (AFI Fest) e 26 luglio 1998 (New York Asian American International Film Festival)
- Brasile - 27 ottobre 1997 (São Paulo International Film Festival)
- Spagna - 29 dicembre 1997
- Svezia - 30 gennaio 1998 (Gothenburg Film Festival)
- Giappone - 8 marzo 2003

### Titoli internazionali
- Cina - You hua hao hao shuo (titolo originale)
- Giappone - キープ・クール
- Grecia - Meine psyhraimos
- Italia - Keep Cool
- Paesi anglosassoni - Keep Cool
- Polonia - Zachowaj spokój
- Russia - Сохраняй спокойствие
- Spagna - Keep Cool (Mantén la calma)
- Ungheria - Maradj nyugodt

## Curiosità
Nelle scene iniziali del film compare in un cameo il regista Zhang Yimou nei panni del primo venditore ambulante in cui il protagonista si imbatte, parlando nel suo accento originario dello Shaanxi.

## Riconoscimenti
- Mostra internazionale d'arte cinematografica di Venezia
  - Nomination Leone d'oro al miglior film
- AFI Fest 1997
  - Nomination Zhang Yimou
- Hundred Flowers Awards
  - Miglior attore non protagonista Li Baotian